# Central African Football Federations' Union

I paesi membri della Central African Football Federations' Union

La Central African Football Federations' Union (in francese Union des Fédérations de Football d'Afrique Centrale, in portoghese União das Federações Centroafricanas de Futebol, in spagnolo Unión de Federaciones de Fútbol de África Central, in italiano Unione delle Federazioni Calcistiche dell'Africa Centrale), meglio nota con l'acronimo di UNIFFAC, è un'associazione di nazionali di calcio dell'Africa centrale. L'UNIFFAC è anche affiliata con la CAF. L'attuale presidente Iya Mohammed è stato rieletto nel 2008.

## I membri attuali
| Paese               | Organo di governo                             | Capitano della squadra nazionale |
| ------------------- | --------------------------------------------- | -------------------------------- |
| Camerun             | Fédération Camerounaise de Football           | Samuel Eto'o                     |
| Rep. Centrafricana  | Fédération Centrafricaine de Football         | Foxi Kéthévoama                  |
| Ciad                | Fédération Tchadienne de Football             | Marius Mbaiam                    |
| Rep. del Congo      | Fédération Congolaise de Football             | Sconosciuto                      |
| RD del Congo        | Fédération Congolaise de Football-Association | Lomana LuaLua                    |
| Guinea Equatoriale  | Federación Ecuatoguineana de Fútbol           | Rodolfo Bodipo                   |
| Gabon               | Fédération Gabonaise de Football              | Daniel Cousin                    |
| São Tomé e Príncipe | Federação Santomense de Futebol               | Sconosciuto                      |

## Competizioni
- Coppa UDEAC (giocato tra il 1984 ed il 1990)
- UNIFAC Cup (giocato nel 1999)
- Coppa CEMAC (giocato tra il 2003 ed il 2010)

La reintroduzione del Club Cup, torneo di calcio femminile, è stato annunciato nel gennaio 2011.